# Problema dels bous
El problema dels bous és una qüestió d'anàlisi diofàntic, és a dir, de l'estudi de les solucions enteres de les equacions polinòmiques. El problema va romandre sense solució durant molt de temps degut a la magnitud dels nombres implicats en els càlculs requerits.

## Història
El problema va ser trobat per Gotthold Ephraim Lessing l'any 1773 quan era bibliotecari a Wolfenbüttel, localitat situada al nord d'Alemanya, on guardava diversos manuscrits grecs i llatins molt valuosos. En descobrir-lo, aquest escriptor alemany va incloure'l, a través d'un poema de 44 versos, en un llibre de traduccions de clàssics grecs.
El problema original va ser plantejat per Arquimedes el qual li envià una carta a Eratòstenes de Cirene convidant-lo a resoldre'l. La carta deia així:
Amic: si has heretat la saviesa, calcula curosament a quant s'elevaria la multitud de bous del Sol que, en un altre temps, pasturaven per les planes de l'illa Tinacria distribuïts en quatre ramats de colors diferents: un blanc com la llet, un altre de negre, el tercer clapejat i el quart groc.
En cada ramat hi havia un nombre considerable de bous repartits en les proporcions següents: el nombre dels blancs era igual a la meitat augmentada en el terç dels negres més tots els grocs, mentre que el de negre era igual a la quarta i la cinquena part dels clapejats més tots els grocs també, i considera a més, que el nombre de clapejats era igual a la sisena i setena part dels blancs augmentant igualment en els grocs.
Les vaques estaven repartides de la següent manera: el nombre de vaques blanques era, exactament, igual a la tercera i la quarta part de tot el ramat negre, mentre el de les negres era igual a la quarta i la cinquena part de les clapejades, totes les quals havien anar a pasturar la companyia dels bous i el nombre de les clapejades era igual a la cinquena i la sisena part de tot el ramat groc, mentre que els grocs eren un nombre igual a la meitat de la tercera part augmentada en la setena del ramat blanc.
Amic: si em dius exactament quants eren els bous del Sol i quin, en particular, el dels bous i vaques de cada color, no se't qualificarà d'ignorant ni d'inhàbil, però no podràs encara considerar-te entre els savis. Observa ara els diversos mètodes d'estar disposats els bous: quan els blancs s'ajuntaven la seva multitud als negres, es mantenien en un grup compacte que tenia la mateixa mesura en profunditat que en amplada, i en aquest quadrat omplia completament els camps de Tinacria. Per altra banda, reunits els grocs i els clapejats, sense que estiguessin presents els bous d'altres colors o sense que faltessin quedaven agrupats de tal sort que, constituïda la primera fila per un sol, formaven gradualment una figura triangular.
Amic: si trobes aquestes coses i, en una paraula, si concentrant el teu enginy, expresses totes les mesures d'aquestes multituds, et glorificaran per haver assolit la victòria i se't jutjarà com consumat coneixedor d'aquesta ciència.
El problema va despertar la curiositat de filòlegs i matemàtics, entre ells J i K.L.Struve, pare i fill, el primer dels quals va assumir: Altes griechisches Epigramm mathematisches Inhalts, Altona, 1821, un origen homèric fundat en un paisatge de l'Odissea; XII, 165-169: “ Arribaràs més tard a l'illa de Tinacia, on pasturen les moltes vaques i avantatjoses ovelles del Sol. Set són els ramats de vaques i bous tants com d'altres de formosos d'ovelles, i cada una està formada per cinquanta caps.”
Struve, fill, va simplificar l'enunciat del problema suprimint la segona part, que és la que estableix les condicions més complicades; però tant aquell origen com aquesta supressió van ser refutats per G.Herman en la seva tesi acadèmica De Archimedis problemata bovino, Leipzig, 1828, sostenint l'autenticitat de l'epigrama, la qual va ser negada després per G.H.F. Nesselmann: “Anmerkungen zu Diophant”, Zeitsch, für Math und Phys, vol XXVII, pàg 481, Leipzig, 1892, fundant-se en que intervé en ell un nombre triangular i els nombres figurats van ser desconeguts fins Nicómaco, aproximant-se així a la hipòtesi llençada anys abans per A.I.H.Vincent: “Sur le problème des boeufs atributé à Archimède”, Nouv. Ann. De Math. Vols XIV-XV, París, 1855-1856.
Els treballs posteriors de J.L. Heiberg: Questiones Archimede, pags 66-69, Copenhage, 1880 i P. Tannery, en les Mémoires de Burdeos, vol III pags 369,1880 i en el Butlletin des Sciences mathématiques, vol V pags 25, París, 1881, han posat en clar que el famós problema al que al·ludeix Cicerón en les seves Cartas a Atico és, en efecte, d'Arquímedes, donades les seves relacions amb els matemàtics alexandrins, i el fet que els nombres triangulars eren coneguts abans de Nicómaco (rectificant en aquest punt la tesi de Nesselmann), si bé de forma en que ha arribat a nosaltres pot ser posterior, però no més tard de principis del segle ii, segons ha demostrat F.Hultsch en el seu article “Archimedes”, de la Encyklopädie de Pauly-Wissowa.

### Plantejament del problema
Calcular el nombre de bous que
pasturaven per les planes de Tinacria, repartits en quatre ramats diferents: un
de blanc, un altre de negre, un de clapejat i un de groc. En cada ramat hi havia un nombre elevat de bous distribuïts de la següent manera:
- El nombre de bous blans era igual a la meitat i un terç dels negres més tots els clapejats.
- El nombre de bous negres era igual a la quarta i la cinquena part dels grocs més tots els clapejats.
- El nombre de bous grocs era igual a la sisena i la setena part dels bous blancs i els clapejats.

Les vaques estaven repartides de la següent forma:
- El nombre de vaques blanques era igual a la tercera i la quarta part de tot el ramat negre.
- El nombre de vaques negres era igual a la quarta i la cinquena part de tot el ramat groc.
- El nombre de vaques grogues era igual a la cinquena i la sisena part de tot el ramat clapejat.
- El nombre de vaques clapejades era igual a la meitat de la tercera part augmentada en la setena part del ramat blanc.

La traducció analítica del problema en un sistema de set equacions lineals,
Considerant la següent notació,
B = nombre de bous blancs                              
N = nombre de bous negres                            
G = nombre de bous grocs                               
C = nombre de bous clapejats                           
b = nombre de vaques blanques
n = nombre de vaques negres
g = nombre de vaques grogues
c = nombre de vaques clapejades
Plantegem la traducció analítica del problema en un sistema de set equacions lineals,
{\displaystyle B=({\frac {1}{2}}+{\frac {1}{3}})N+C}
{\displaystyle N=({\frac {1}{4}}+{\frac {1}{5}})G+C}
{\displaystyle G=({\frac {1}{6}}+{\frac {1}{7}})B+C}
{\displaystyle b=({\frac {1}{3}}+{\frac {1}{4}})(N+n)}
{\displaystyle n=({\frac {1}{4}}+{\frac {1}{5}})(G+g)}
{\displaystyle g=({\frac {1}{5}}+{\frac {1}{6}})(C+c)}
{\displaystyle c=({\frac {1}{6}}+{\frac {1}{7}})(B+b)}
A més, la segona part del problema imposa les condicions:
{\displaystyle B+n=p^{2}}, un nombre quadrat, on p és un nombre enter
{\displaystyle C+G={\frac {q(q+1)}{2}}}, un nombre triangular, on q és un nombre enter
Una altra interpretació del problema s'obté del fet que un ramat és més llarg que ample, aleshores això ens condueix a que el nombre de bous blancs i negres acumulats en una figura rectangular no pot ser un quadrat, per tant ha de ser el producte de dos nombres enters diferents entre si, que ens condueix a modificar les dues últimes condicions per les següents, per unes de més senzilles de resoldre:
{\displaystyle B+n=r\cdot s}
{\displaystyle C+G={\frac {q(q+1)}{2}}}
Jul. Fr. Wurm va resoldre aquest cas - publicant la seva solució en el Jahrb.für Phil, und Pädag, vol XIV, 1830- va obtenir un resultat de 6.000.000.000.000 de bous, però la resta de resolucions, com la de B.Krumbiegel-A.Amthor, no consideren aquesta modificació del problema, així doncs estudiaven el cas en què {\displaystyle B+n=p^{2}} .

### Resolució de la primera part
Resoldre el sistema de set equacions amb vuit incògnites que duen a un problema indeterminat, la solució del qual, no és gaire complicada.
De les dues primeres equacions s'obté:
{\displaystyle B=({\frac {1}{2}}+{\frac {1}{3}})N+C}
{\displaystyle N=({\frac {1}{4}}+{\frac {1}{5}})G+C}
Substituint l'expressió de N en la segona condició a la primera condició,
{\displaystyle B=({\frac {1}{2}}+{\frac {1}{3}})[({\frac {1}{4}}+{\frac {1}{5}})G+C]+C={\frac {5}{6}}[{\frac {9}{20}}G+C]+C={\frac {45}{120}}G+{\frac {5}{6}}C+C={\frac {45}{120}}G+{\frac {11}{6}}C}
Substituint l'expressió de B a la tercera condició obtenim,
{\displaystyle G=({\frac {1}{6}}+{\frac {1}{7}})B+C=({\frac {1}{6}}+{\frac {1}{7}})[{\frac {45}{120}}G+{\frac {11}{6}}C]+C={\frac {13}{42}}[{\frac {45}{120}}G+{\frac {11}{6}}C]+C={\frac {585}{5040}}G+{\frac {395}{252}}C}
Per tant,
{\displaystyle G={\frac {585}{5040}}G+{\frac {395}{252}}C\Rightarrow G-{\frac {585}{5040}}G={\frac {395}{252}}C\Rightarrow {\frac {4455}{5040}}G={\frac {395}{252}}C\Rightarrow 891G=1580C}
És clar que la solució trivial i més petita d'aquesta última igualtat és
{\textstyle G=1580} i {\textstyle C=891}, valors que impliquen {\textstyle B=2226} i {\textstyle N=1602}
Per tant, la solució generalitzada d'aquestes tres primeres equacions és:
{\displaystyle B=2226\alpha ,\ N=1602\alpha ,\ G=1580\alpha ,\ C=891\alpha ,\ \forall \alpha \in \mathbb {Z} }
D'aquesta manera, substituint les expressions obtingudes, les següents quatre equacions queden de la forma:
{\displaystyle b={\frac {7}{12}}(1602\alpha +n)}
{\displaystyle n={\frac {9}{20}}(1580\alpha +g)}
{\displaystyle g={\frac {11}{30}}(891\alpha +c)}
{\displaystyle c={\frac {13}{42}}(2226\alpha +b)}
D'on s'obté un altre sistema d'equacions, no gaire difícil de resoldre,
Començant per les dues últimes equacions,
{\displaystyle g={\frac {11}{30}}(891\alpha +c)}
{\displaystyle c={\frac {13}{42}}(2226\alpha +b)}
Substituint l'expressió de c de l'última equació a l'anterior,
{\displaystyle g={\frac {11}{30}}[891\alpha +{\frac {13}{42}}(2226\alpha +b)]={\frac {11}{30}}[891\alpha +(689\alpha +{\frac {13}{42}}b)]={\frac {11}{30}}[1580\alpha +{\frac {13}{42}}b]={\frac {1738}{3}}\alpha +{\frac {143}{1260}}b}
Anàlogament,substituint l'expressió de g obtinguda a la segona equació,
{\displaystyle n={\frac {9}{20}}[1580\alpha +({\frac {1738}{3}}\alpha +{\frac {143}{1260}}b)]={\frac {9}{20}}({\frac {6478}{3}}\alpha +{\frac {143}{1260}}={\frac {9717}{10}}\alpha +{\frac {143}{2800}}b}
De la mateixa manera, substituint l'expressió de n obtinguda a la primera equació,
{\displaystyle b={\frac {7}{12}}(1602\alpha +{\frac {9717}{10}}\alpha +{\frac {143}{2800}}b)]={\frac {7}{12}}[{\frac {25737}{10}}\alpha +{\frac {143}{2800}}b]={\frac {60053}{40}}\alpha +{\frac {143}{4800}}b}
Per tant,
{\displaystyle b={\frac {60053}{40}}\alpha +{\frac {143}{4800}}b\Rightarrow {\frac {60053}{40}}\alpha ={\frac {4657}{4800}}b\Rightarrow b={\frac {7206360}{4657}}\alpha }
El qual té solució entera quan {\textstyle \alpha =4657\beta ,\ \forall \beta \in \mathbb {Z} }
Conseqüentment, el resultat general d'aquest problema és indeterminat, hi ha més incògnites que equacions,
{\displaystyle B=2226\alpha =2226\cdot 4657\beta =10366482\beta }
{\displaystyle N=1602\alpha =1602\cdot 4657\beta =7460514\beta }
{\displaystyle G=1580\alpha =1580\cdot 4657\beta =7358060\beta }
{\displaystyle C=891\alpha =891\cdot 4657\beta =4149387\beta }
{\displaystyle b=7206360\beta }
{\displaystyle n=4893246\beta }
{\displaystyle c=3515820\beta }
{\displaystyle g=5439213\beta }
Per tant, el nombre total de caps de ramat és de {\textstyle 50389082\beta }

### Resolució de la segona part
Per acabar el problema, s'hauria de comprovar que els resultats compleixen les dues equacions de la segona part, és a dir, amb les dades que s'han obtingut dels càlculs,
{\displaystyle B+N=10366482\beta +7460514\beta =17826996\beta =2^{2}\cdot 3\cdot 11\cdot 29\cdot 4657\beta =p^{2}}
{\displaystyle C+G=4149387\beta +7358060\beta =11507447\beta ={\frac {q(q+1)}{2}}}
Aconseguir un valor de β  tal que faci que sigui un nombre quadrat. Usant la descomposició en producte de nombres primers, es troba que
{\displaystyle \beta =3\cdot 11\cdot 29\cdot 4657p^{2}}
D'altra banda, s'ha d'imposar que {\textstyle 11507447\beta ={\frac {q(q+1)}{2}}}, és a dir, que  11507447β sigui un nombre triangular, això implica que el resultat de l'equació de Fermat-Pell porta una solució que té xifres prodigioses, és a dir, ja que l'equació diu que {\textstyle \delta ^{2}-4729494\mu ^{2}=1}, de la qual es necessita una solució tal que μ sigui un múltiple parell de 4.657 i el quocient donarà un valor de μ al que correspondrà una solució.
Si es fa una valoració dels resultats obtinguts s'observa que no és possible encabir un nombre amb més de 206.500 xifres que fan referència a caps de ramat dins del nostre planeta, de fet, ni un planeta de diàmetre igual al de la nostra galàxia podria contenir una petita
part de tots aquests animals. Per això, es pot pensar que aquestes dues últimes equacions, no són imposades per Arquímedes. 

### Valoració del resultat
Remuntant a l'origen del problema, es pot afirmar que Arquímedes utilitza el ramat del Sol de l'Odissea d'Homer com a base per plantejar la seva qüestió a Erastòtenes de Cirene. Aquest ramat pasturava a Tinacria a l'illa de Sicília, on vivia Arquímedes, raó per la qual s'especula que geogràficament és possible que es fonamentés en aquest ramat.
El problema doncs, es planteja sobre una base irreal i de difícil traçabilitat. Aquest punt és fonamental en l'anàlisi de la solució trobada, que pels motius exposats, es conclou que és una solució impossible donat l'enorme nombre de caps bovins. Diverses teories afirmen que Arquímedes no posseïa la solució al seu propi problema –inclús ni si tenia solució-, fet que es pot trobar lògic, donada la magnitud dels nombres involucrats.
L'origen d'aquests dubtes sorgeixen principalment per la segona part del problema, donat que la resolució per l'equació de Pell funciona en nombres petits i es complica enormement en nombres de la magnitud d'aquest problema, fet que sense cap mena de suport de càlcul es fa una qüestió insalvable.
Altres autors posen en dubte l'origen del problema, plantejant-lo no com una creació d'Arquímedes, sinó d'un derivat de una de les seves qüestions. És a dir, no es planteja com un problema creat per ell sinó que se li anomena per la influència que hi va tenir, per això quan ens referim a aquest problema l'anomenem el problema dels bous d'Arquímedes.
En el problema, es troba l'existència de la primera equació diofàntica de la història. Aquest tipus d'equacions porta el seu nom en honor de Diofant d'Alexandria, matemàtic grec del segle IIIdC, el qual les va estudiar i va donar la solució a alguna d'elles. Tot i que no se sap res de la seva vida, tenim una obra “La Aritmètica” on ens parla, entre altres coses de les equacions diofàntiques. En aquests llibres va introduir abreviatures simbòliques per representar els termes de les equacions, cosa que més endavant donaria pas a l'àlgebra, per això se'l coneix com el pare de l'àlgebra.
Per concloure doncs, aquestes equacions són d'ús indispensable tant en la vida quotidiana com acadèmica, proporcionant un ampli tema d'estudi i d'aplicació. Per exemple, en aquella època, si un nombre concret de militars es volien posar en files, totes amb el mateix nombre de militars, usaven, potser sense saber-ho, un sistema d'equacions diofàntiques al plantejar-se que si es col·locaven en 3 files, sobraven 2 militars, i, en canvi, si es col·locaven en 4 files, sobraven 3. Calia, doncs, trobar el nombre adequat i no era una feina fàcil.
Amb el temps, s'han anat descobrint altres equacions diofàntiques, com per exemple, l'equació pitagòrica, l'equació de Pell, entre d'altres. Per solucionar aquestes equacions, no hi ha un algorisme únic, es coneixen diversos mètodes. Així doncs, aquestes equacions han desenvolupat en un gran nombre d'investigacions per part de grans matemàtics, com Euler, Lagrange, Pell, Fermat entre d'altres.